# Miss Espírito Santo 2011
Miss Espírito Santo 2011 foi a 54ª edição do tradicional concurso de beleza feminino de Miss Espírito Santo, realizado anualmente. Esta edição enviou a melhor capixaba em busca do título de Miss Brasil 2011, único caminho para o Miss Universo. O evento contou com a presença de apenas nove (9) candidatas selecionadas por seletiva. O certame é coordenado pelo empresário e dono do salão de beleza Kabelo's, Wildson Pina. Francienne Pereira, a vencedora do concurso estadual do ano passado coroou sua sucessora ao título no final da competição, que este ano se realizou no Hotel Ilha do Boi, na capital.

## Resultados

### Colocações
| Posição   | Município e Candidata           |
| --------- | ------------------------------- |
| Vencedora | - Vitória - Marcela Granato     |
| 2º. Lugar | - Vitória - Nathália Miranda    |
| 3º. Lugar | - Vitória - Karine Osório Pires |
| 4º. Lugar | - Vitória - Crislainy Ângelo    |
| 5º. Lugar | - Vitória - Melina Silva        |

## Candidatas
As candidatas deste ano:
- Mantenópolis - Patricia Coelho
- Santa Leopoldina - Bárbara Lepaus
- Venda Nova do Imigrante - Luana Fabre
- Vila Velha - Nathália Scandian
- Vitória - Crislainy Ângelo
- Vitória - Karine Osório Pires[nota 1]
- Vitória - Marcela Granato[nota 2]
- Vitória - Melina Silva[nota 3]
- Vitória - Nathália Miranda[nota 4]